# Jean Simon (Québec)
Pour les articles homonymes, voir Simon et Jean Simon (homonymie).
Jean Simon, de son vrai nom Roland Charette, était un imprésario et chanteur québécois né à Montréal le 13 avril 1933 et décédé à Montréal le 13 avril 2003

## Biographie
Jean Simon fait ses débuts en 1950 comme chanteur dans les cabarets de Montréal.  Par la suite, il présentera le concours « Les Découvertes de Jean Simon » pendant plus de 15 ans, aux cabarets Café de l'Est et Casa Loma.
Il a fait connaître de futures étoiles pendant plus de 30 ans entre autres dans de nombreux cabarets montréalais.
Jean Simon a lancé la carrière notamment de Ginette Reno, Anne Renée, Shirley Théroux, Guy Boucher, Robert Demontigny et Serge Laprade, ainsi que les Baronets.
Dans le cas de Ginette Reno, il a été son agent aussi de 1959 à 1965.
En 1987, Jean Simon met fin à sa carrière de découvreur de talents pour devenir l'imprésario de la comédienne Rose Ouellette (La Poune), puis le relationniste de l'artiste-peintre Muriel Millard.

## Autobiographie
- Jean Simon, Dans les coulisses du music-hall, préface de Jean Grimaldi, Montréal, Les Éditions Mont-d'or ltée, 1963